# Avessadas
Avessadas é uma povoação portuguesa do Município de Marco de Canaveses que foi sede da extinta Freguesia de Avessadas, freguesia que tinha 6,11 km² de área e 1 247 habitantes (2011), e, por isso, uma densidade populacional de 204,1 hab./km².
A Freguesia de Avessadas foi extinta (agregada) pela reorganização administrativa de 2013, sendo o seu território agregado ao da Freguesia de Rosém para criar a Freguesia de Avessadas e Rosém.
Aqui se situa o Santuário do Menino Jesus de Praga.

## População
| População da freguesia de Avessadas | População da freguesia de Avessadas | População da freguesia de Avessadas | População da freguesia de Avessadas | População da freguesia de Avessadas | População da freguesia de Avessadas | População da freguesia de Avessadas | População da freguesia de Avessadas | População da freguesia de Avessadas | População da freguesia de Avessadas | População da freguesia de Avessadas | População da freguesia de Avessadas | População da freguesia de Avessadas | População da freguesia de Avessadas | População da freguesia de Avessadas |
| ----------------------------------- | ----------------------------------- | ----------------------------------- | ----------------------------------- | ----------------------------------- | ----------------------------------- | ----------------------------------- | ----------------------------------- | ----------------------------------- | ----------------------------------- | ----------------------------------- | ----------------------------------- | ----------------------------------- | ----------------------------------- | ----------------------------------- |
| 1864                                | 1878                                | 1890                                | 1900                                | 1911                                | 1920                                | 1930                                | 1940                                | 1950                                | 1960                                | 1970                                | 1981                                | 1991                                | 2001                                | 2011                                |
| 520                                 | 542                                 | 769                                 | 568                                 | 572                                 | 592                                 | 598                                 | 687                                 | 813                                 | 831                                 | 866                                 | 985                                 | 1 149                               | 1 242                               | 1 247                               |

| Distribuição da População por Grupos Etários | Distribuição da População por Grupos Etários | Distribuição da População por Grupos Etários | Distribuição da População por Grupos Etários | Distribuição da População por Grupos Etários | Distribuição da População por Grupos Etários | Distribuição da População por Grupos Etários | Distribuição da População por Grupos Etários | Distribuição da População por Grupos Etários | Distribuição da População por Grupos Etários |
| -------------------------------------------- | -------------------------------------------- | -------------------------------------------- | -------------------------------------------- | -------------------------------------------- | -------------------------------------------- | -------------------------------------------- | -------------------------------------------- | -------------------------------------------- | -------------------------------------------- |
| Ano                                          | 0-14 Anos                                    | 15-24 Anos                                   | 25-64 Anos                                   | > 65 Anos                                    |                                              | 0-14 Anos                                    | 15-24 Anos                                   | 25-64 Anos                                   | > 65 Anos                                    |
| 2001                                         | 261                                          | 220                                          | 604                                          | 157                                          |                                              | 21,0%                                        | 17,7%                                        | 48,6%                                        | 12,6%                                        |
| 2011                                         | 208                                          | 175                                          | 701                                          | 163                                          |                                              | 16,7%                                        | 14,0%                                        | 56,2%                                        | 13,1%                                        |